# 中山忠直
中山 忠直（なかやま ただなお、1895年〈明治28年〉4月26日 - 1957年〈昭和32年〉10月2日）は、日本の詩人、著作家。宇宙のイメージを盛り込んだ詩作品などによってサイエンス・フィクション (SF) に連なる先駆的なものと評価されている。マルクス主義を経て、勤皇社会主義と称する極右思想に拠り、さらに日本人=ユダヤ人同祖説に立って天皇はユダヤ人の血を引くと論じて著書の発禁処分を受けた。「皇漢医学」の名称の下に漢方医としても活動し、製薬事業を興すとともに、関連する著作も書いた。筆名として、中山 啓を用いた時期がある。

## 経歴
石川県金沢市に生まれ、幼い頃から宇宙に興味を寄せ、自然科学者を夢みた。1910年のハレー彗星の接近を契機に、詩作に没頭する。
石川県立金沢第二中学校（後の石川県立金沢錦丘中学校・高等学校の前身）から、上京して早稲田大学商科に学び、中村進午、北昤吉の薫陶を受ける。卒業した後、服部時計店の店員、総合雑誌『中外』編集者などを経て、『日本及日本人』や『報知新聞』の常連寄稿者となった。
数万年後、人類が滅び去った後の地球を描いた「地球を弔う」や、火星への憧れを語る「未来への遺言」など、独自の詩作を行なうとともに、日本画家・野澤洋如の下で画業にも従った。
正規の医師の資格は持っていなかったが、1927年に出版した『漢方医学の新研究』が大ベストセラーとなり、西洋医学の導入で衰退しつつあった漢方医学の復興の契機となった。「中山研究所」を設立し、漢方薬の販売や、鍼灸の施術を行なった。また、この時期には、民族主義的主張を展開した著作も発表する。
1943年、当時日本の占領下で昭南島と呼ばれていたシンガポールへ司政官として招聘されたが、赴任前に脳溢血に倒れ、以降は不自由な体を抱えることとなったが、第二次世界大戦後も、晩年まで言論活動を続けた。墓所は多磨霊園。
大宅壮一は、中山を評して「筆のちんどん屋」と呼んだ。
後には、漢方医学界への貢献が大きかったとする再評価の動きも起こっているが、極右思想家としての活動もあったことも絡み、「貢献した漢方界からも意識的に無視される」状況にある。

## おもな著書

### 中山啓 名義
- 自由の廃墟：詩集、大鐙閣、1922年
- 火星：詩集、新潮社、1924年
- （翻訳）クロポトキン 著、クロポトキンの経済学説：原名 田園・工場・仕事場、三田書房、1920年
  - クロポトキン 著、田園・工場・仕事場、新潮社（社会哲学新学説大系 第4巻）、1925年

### 中山忠直 名義
- 漢方医学の新研究、寶文館、1927年
- 日本人に適する衣食住、寶文館、1927年
- 漢方医学余談、中西書房、1929年
- 日本人の偉さの研究、先進社、1931年
- 日本芸術の新研究、平凡社、1933年
- わが絵わが歌：中山忠直画歌集、嵐山荘、1940年
- 我が日本學、嵐山莊、1942年
- （横田順彌編）日本SF古典集成2、ハヤカワ文庫JA、1977年
  - おもな詩作品（「地球を弔う」、「星座の主」、「地球別離」、「未来への遺言」を収録
- 中山忠直ＳＦ詩集　地球を弔ふ・火星 抄（横田順彌・北原尚彦編）、書肆盛林堂、2020年
- [復刻版] 我が日本學（GHQ焚書書籍）、ダイレクト出版、2024年

## 関連文献
- 多留淳文：中山忠直伝 現代漢方復興の恩人、東亜医学協会、1996年